# 2-Méthyloctane
Le 2-méthyloctane est un hydrocarbure saturé de la famille des alcanes supérieurs de formule C9H20. Il est un des trente-cinq isomères du nonane.